# رومن یارمچوک
رومن یارمچاک (اوکراینی: Роман Олегович Яремчук؛ زادهٔ ۲۷ نوامبر ۱۹۹۵) بازیکن فوتبال اهل اوکراین است.
از باشگاه‌هایی که در آن بازی کرده‌است می‌توان به باشگاه فوتبال دینامو کی‌یف و باشگاه فوتبال خنت اشاره کرد.
وی همچنین در تیم‌های ملی فوتبال زیر ۲۱ سال اوکراین، و اوکراین بازی کرده‌است.اکنون این بازیکن در تیم والنسیااسپانیا توپ می زند وجزء بازیکنان ثابت وموثرتیم خودهست